# Blesa
Blesa é um município da Espanha na província de Teruel, comunidade autónoma de Aragão. Tem 80,4 km² de área e em 2021 tinha 85 habitantes (densidade: 1,1 hab./km²).

## Demografia
| Variação demográfica do município entre 1991 e 2004 | Variação demográfica do município entre 1991 e 2004 | Variação demográfica do município entre 1991 e 2004 | Variação demográfica do município entre 1991 e 2004 |
| --------------------------------------------------- | --------------------------------------------------- | --------------------------------------------------- | --------------------------------------------------- |
| 1991                                                | 1996                                                | 2001                                                | 2004                                                |
| 165                                                 | 159                                                 | 139                                                 | 142                                                 |